# Phép giảng tám ngày

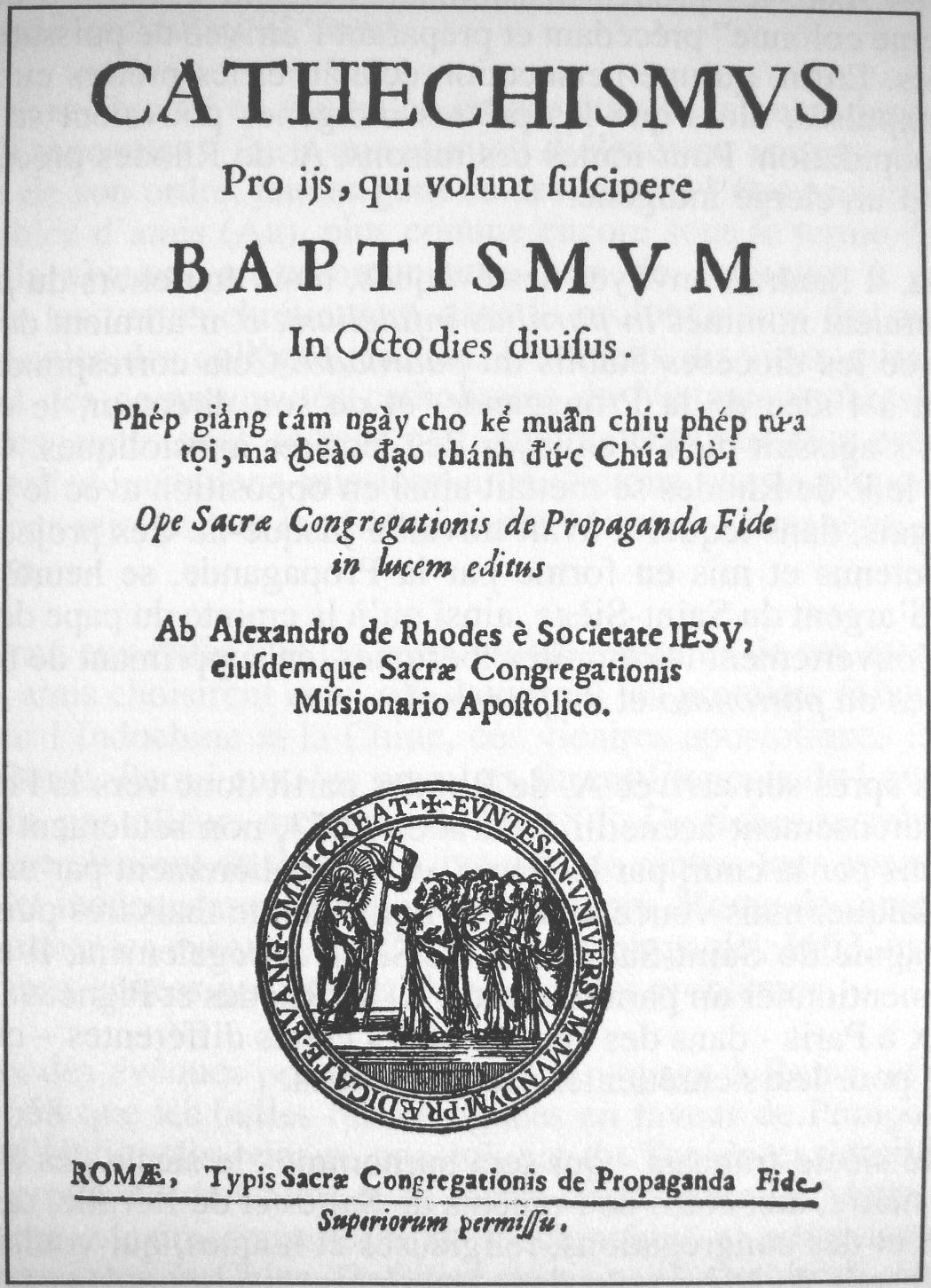
Trang bìa Phép giảng tám ngày in năm 1651 của linh mục A-lịch-sơn Đắc-lộ với tiếng Latinh (Cathechismvs pro ijs, qui volunt ſuſcipere baptismvm in octo dies diuiſus) và tiếng Việt trung đại (Phép giảng tám ngày cho kẻ muấn chiụ phép rứa tọi, ma ꞗĕào đạo thánh đức Chúa blời)

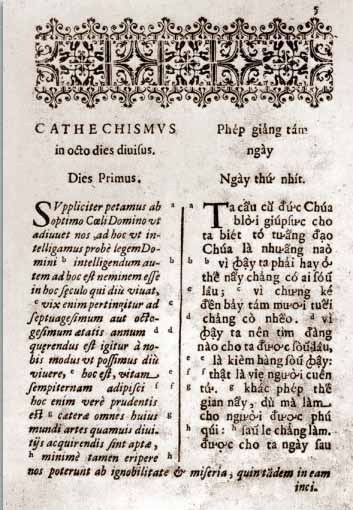
Trang đầu Phép giảng tám ngày in năm 1651 của linh mục A-lịch-sơn Đắc-lộ. Bên trái là chữ Latinh, bên phải là chữ Quốc ngữ

Phép giảng tám ngày là một quyển sách giáo lý Giáo hội Công giáo Rôma do linh mục thừa sai Alexandre de Rhodes (tức Đắc Lộ) biên soạn bằng chữ Quốc ngữ, được in tại Roma, Ý vào năm 1651 cùng với Từ điển Việt-Bồ-La. Đây được xem là quyển sách văn xuôi tiếng Việt đầu tiên được in bằng chữ Quốc ngữ.

## Tên gốc
Sách có tên gốc Latinh là Cathechismvs in octo dies diuiſus, tên đầy đủ: Cathechismvs pro ijs, qui volunt ſuſcipere baptismvm in octo dies diuiſus (tiếng Việt trung đại: "Phép giảng tám ngày cho kẻ muấn chiụ phép rứa tọi, ma ꞗĕào đạo thánh đức Chúa blời", tiếng Việt hiện đại: "Phép giảng tám ngày cho kẻ muốn chịu phép rửa tội, mà vào đạo thánh Đức Chúa Trời").

## Lịch sử
Năm 1650, Đắc Lộ xin Thánh bộ Truyền bá Đức tin của Tòa Thánh (ngày nay là Bộ Phúc Âm hóa các Dân tộc, còn gọi là Bộ Truyền giáo) cho in quyển Lịch sử Đàng Ngoài bằng tiếng Ý. Đến năm 1651, ông lại xin in ba quyển khác là Khái luận Việt ngữ, Từ điển Việt-Bồ-La và Phép giảng tám ngày. Quyển Phép giảng tám ngày song ngữ, gồm 319 trang, từng trang được in hai cột song song: tiếng Latinh cột bên trái, tiếng Việt cột bên phải. Sách do Thánh Bộ Truyền bá Đức tin tài trợ và chủ trì việc in ấn tại xưởng in riêng của họ. Năm 1652, được Thánh bộ viện trợ cho một số tiền, Đắc Lộ sai một phụ tá người Trung Hoa đem sách từ Macao về Ý để in ấn.

## Tại Việt Nam
Ở Việt Nam, nơi hiện lưu giữ cuốn sách này là Nhà thờ Mằng Lăng, thôn Hội Phú, xã An Ninh Tây, huyện Tuy An, tỉnh Phú Yên.